# (22378) Gaherty
(22378) Gaherty est un astéroïde de la ceinture principale.

## Description
(22378) Gaherty est un astéroïde de la ceinture principale. Il fut découvert le 8 janvier 1994 à Kitt Peak par le programme Spacewatch. Il présente une orbite caractérisée par un demi-grand axe de 2,25 UA, une excentricité de 0,21 et une inclinaison de 3,1° par rapport à l'écliptique.